# ЖЕК-арт

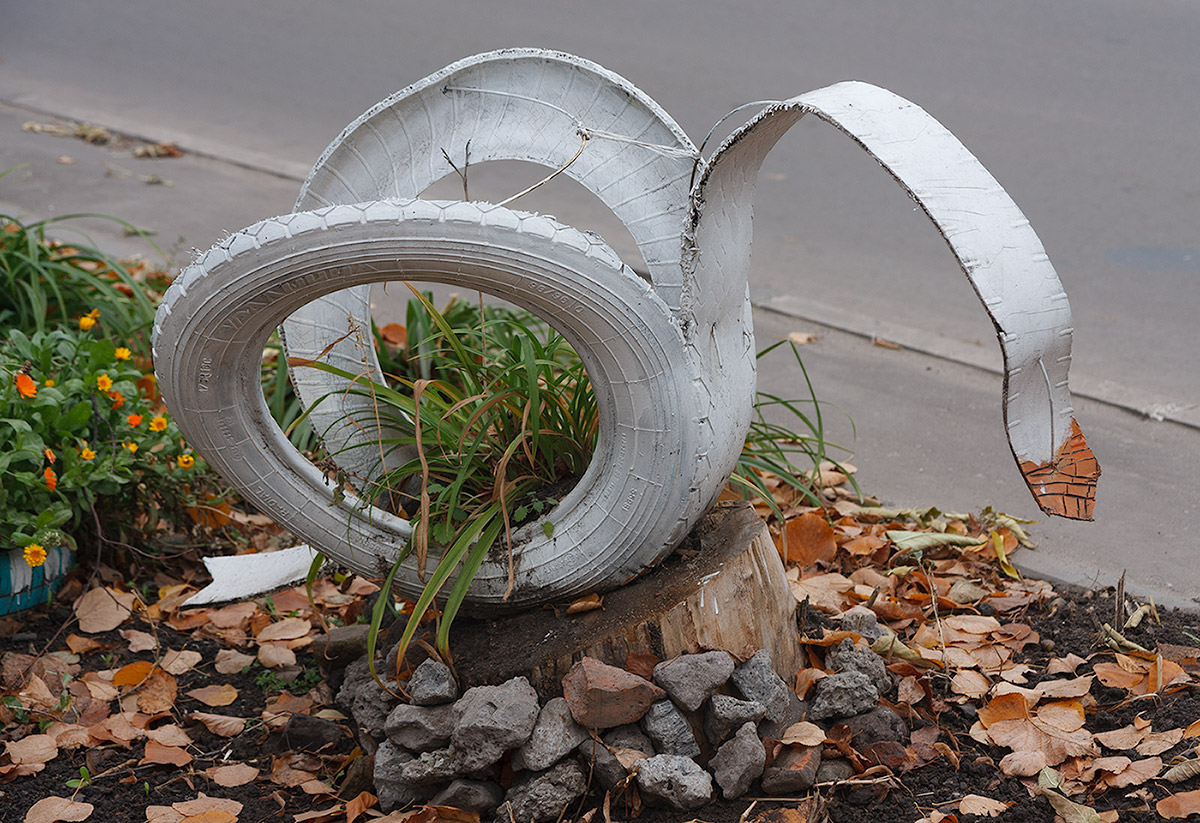
Лебідь з автомобільної шини, один із атрибутів ЖЕК-арту

ЖЕК-арт, ЖКГ-арт, ТСЖ-арт або житлово-комунальне мистецтво (від «житлово-експлуатаційна контора» (також «житлово-комунальне господарство» та «товариство власників житла») та англ. art – «мистецтво») – один з напрямів народної творчості XX – XXI ст., Поширене в країнах пострадянського простору. Для ЖЕК-арту характерним є застосування підручних матеріалів.

## Визначення
Згідно з деякими джерелами в мережі, виникнення терміна пов'язане з однойменною групою ВКонтакте, що відкрився у 2014 році. Автори сторінки довгий час колекціонували знайдені на вулицях та в мережі об'єкти народного облаштування, після чого почали публікувати все це онлайн. Самі автори групи вважають, що правильніше було б назвати це явище ТСЖ-артом (від «товариство власників житла»), але термін ЖЕК-арт (від «житлово-експлуатаційна контора») або ЖКГ-арт (від «житлово-комунальне господарство») виявився більш милозвучним, він і закріпився.
Щодо того, чи є ЖЕК-арт мистецтвом, серед мистецтвознавців немає єдиної точки зору. Частина експертів вважає, що це мистецтво, розглядаючи його як форму аутсайдерського мистецтва або стріт-арту, а інша частина — ні, оскільки, на їхню думку, ЖЕК-арт не може бути мистецтвом доти, доки його не стануть серйозно сприймати критики та поки самі творці дворових «галерей» не почнуть ставитися до свого мистецтва як до творів.

## Опис
Феномен ЖЕК-арту можна зустріти на всьому пострадянському просторі. Зокрема, в таких країнах, як Росія, Україна, Білорусь та Казахстан. Однак культура робити скульптури та інші композиції з підручних матеріалів також зустрічається в таких країнах, як Бразилія, Угорщина, Нігерія. Тільки в цьому випадку народна творчість обмежується межами приватних володінь.
Найбільш часто зустрічаються мотиви ЖЕК-арту:
- Клумби, переважно з шин, рідше з пляшок, упакування від йогурту або іншого матеріалу (вторинної сировини)

- Сюжети та персонажі з шин, переважно лебеді, рідше інші представники флори та фауни

- М'які іграшки, поодинокі або садово-паркові інсталяції, що складаються з десятків старих іграшок

- Релігійні об'єкти, тотеми

- Міські групові ансамблі

- ЖЕК-арт як роботи сучасних художників

## Історія

### Походження
Доктор філософських наук Олексій Смирнов вважає, що естетика оформлення міських прибудинкових територій, що використовуються як місце для ігор дітям, склалася наприкінці 1960-х — на початку 1970-х років під впливом радянських мультфільмів.
На думку Інституту дослідження стріт-арту, причиною появи ЖЕК-арту в країнах, що утворилися після розпаду СРСР, стало бажання мешканців міст зробити простір люднішим. У разі, коли будинки та територія навколо зводяться за стандартною схемою, самостійне оформлення двору дозволяє його виділити та натомість інших. Другою причиною, на думку інституту, є той факт, що люди, які жили за радянських часів, жили при дефіциті товарів, а тому звикли робити необхідні речі з підручних коштів, у тому числі й декор для житлових просторів, таких як двір. Третя причина — жителі беруть на себе обов'язки влади, якщо ті не справляються і самостійно упорядковують територію: роблять із автомобільних покришок клумби, гойдалки, звірів, підфарбовують паркани та скульптури, тим самим змінюючи оригінальний вигляд.
Поліна Екман з Єкатеринбурзької академії сучасного мистецтва вважає, що ЖЕК-артом переважно займаються жителі перших поверхів багатоквартирних будинків, оскільки ті відчувають прибудинкову територію як свою власність. Це дозволяє мешканцям творити. Тим самим вони відокремлюють свою територію від інших, що належать будинкам по сусідству.
Художник і куратор Дмитро Пілікін припускає, що для появи ЖЕК-арту було досить безхазяйного матеріалу, яким повно оточення, де мешкають громадяни пострадянських країн.

### Екологічні та законодавчі обмеження
Влада деяких українських міст також бореться з шинами, що застосовуються як декор, через їхню токсичність. Так, у 2021 році у Києві комунальники почали масово прибирати покришки з вулиць міста. Також депутат міської ради Маріуполя Сергій Магера застерігав громадян про шкоду покришок у дворах та на дитячих майданчиках.
Щодо ситуації у Росії: згідно зі статтею 36 Житлового кодексу РФ, «власникам житла в багатоквартирному будинку належить спільне майно будинку». До нього входить і прибудинкова територія, що означає теоретичну можливість створення ЖЕК-арту у Росії. Однак у багатьох регіонах розмах застосування автомобільних шин у дворах законодавчо обмежують  . Так, влада Єкатеринбурга заборонила прикрашати двори декором зі старих покришок. У інших регіонах Росії подібні ініціативи перебувають на стадії розгляду. Причиною заборон є те, що шини відносяться до відходів III-IV класу небезпеки. Відходи цього класу порушують екосистему, а на відновлення їй потрібно від трьох до десяти років. За покришки КК і ТСЖ, що лежать на землі, можуть отримати спочатку припис, а потім і штраф.
З 1 липня 2021 року почав діяти Федеральний закон «Про державний контроль (нагляд) і муніципальний контроль у Російській Федерації». Він змінив процедуру перевірок та запровадив низку додаткових контрольних заходів щодо дотримання обов'язкових вимог та правил поводження з небезпечними для навколишнього середовища речовинами, до яких також входять шини. Проте практична реалізація цієї заборони носить разовий і точковий характер.

## Вплив
У липні 2021 року креативним бюро «Золоті тигри Росії» було відкрито онлайн-музей ЖЕК-арту. У ньому зібрано 3D-моделі персонажів, властивих цій народній творчості. На сайті можна почитати історію ЖЕК-арту та зібрати власного персонажа.
Петербурзький художник Артем Бізяєв, також відомий в інтернеті як Oleg Legov, зробив у 2021 році фанатський набір Lego, присвячений атрибутам ЖЕК-арту: Чебурашкам, каплицям та звірам, зробленим з автомобільних шин. Набір був спеціально створений для онлайн-музею ЖЕК-арту.
У лютому 2023 року гравці Atomic Heart виявили всередині гри неодноразові посилання на найхимерніші роботи ЖЕК-арту з реального життя, які раніше стали мемами.

## Галерея

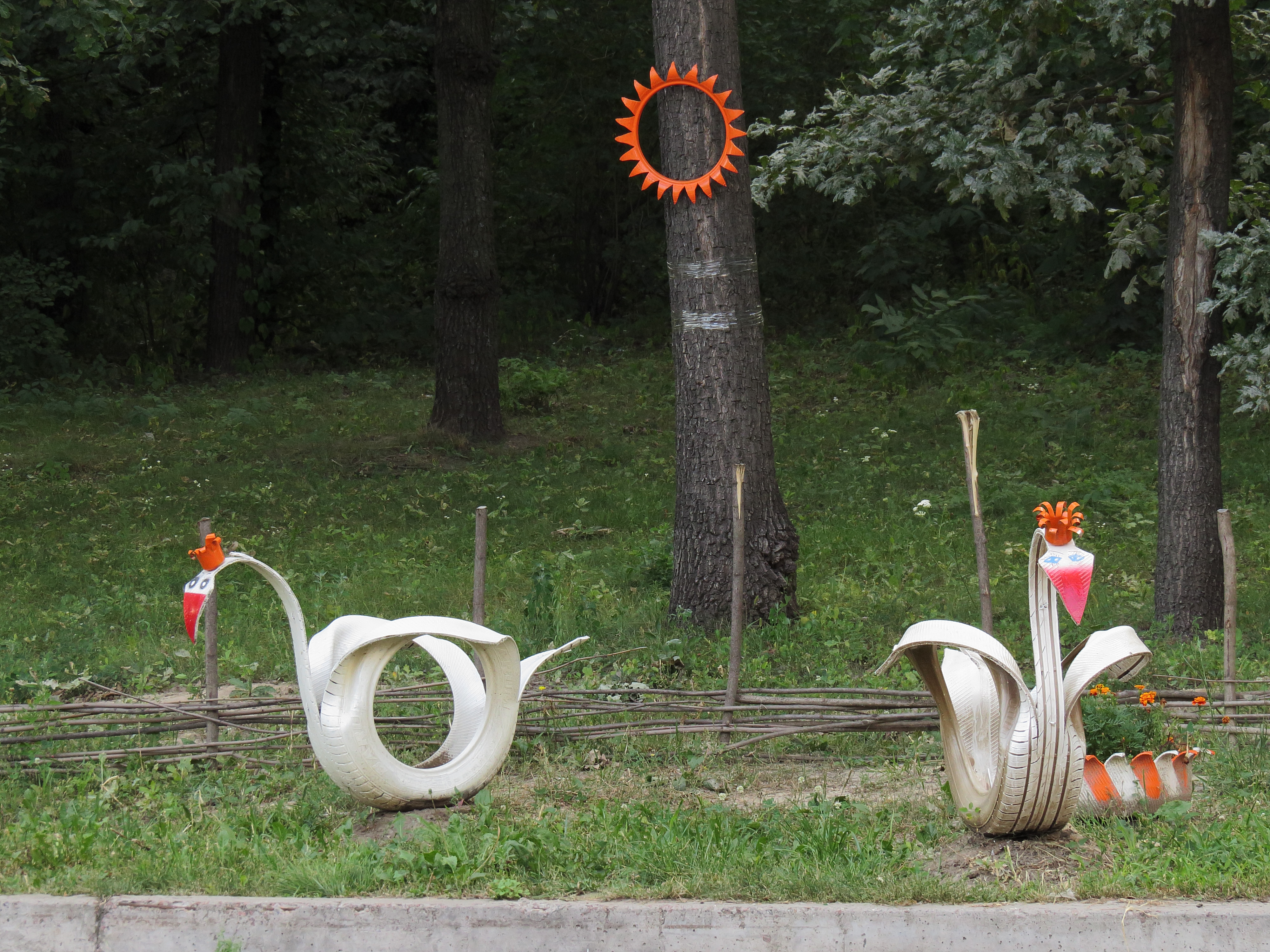
Лебеді з покришок на околицях Києва
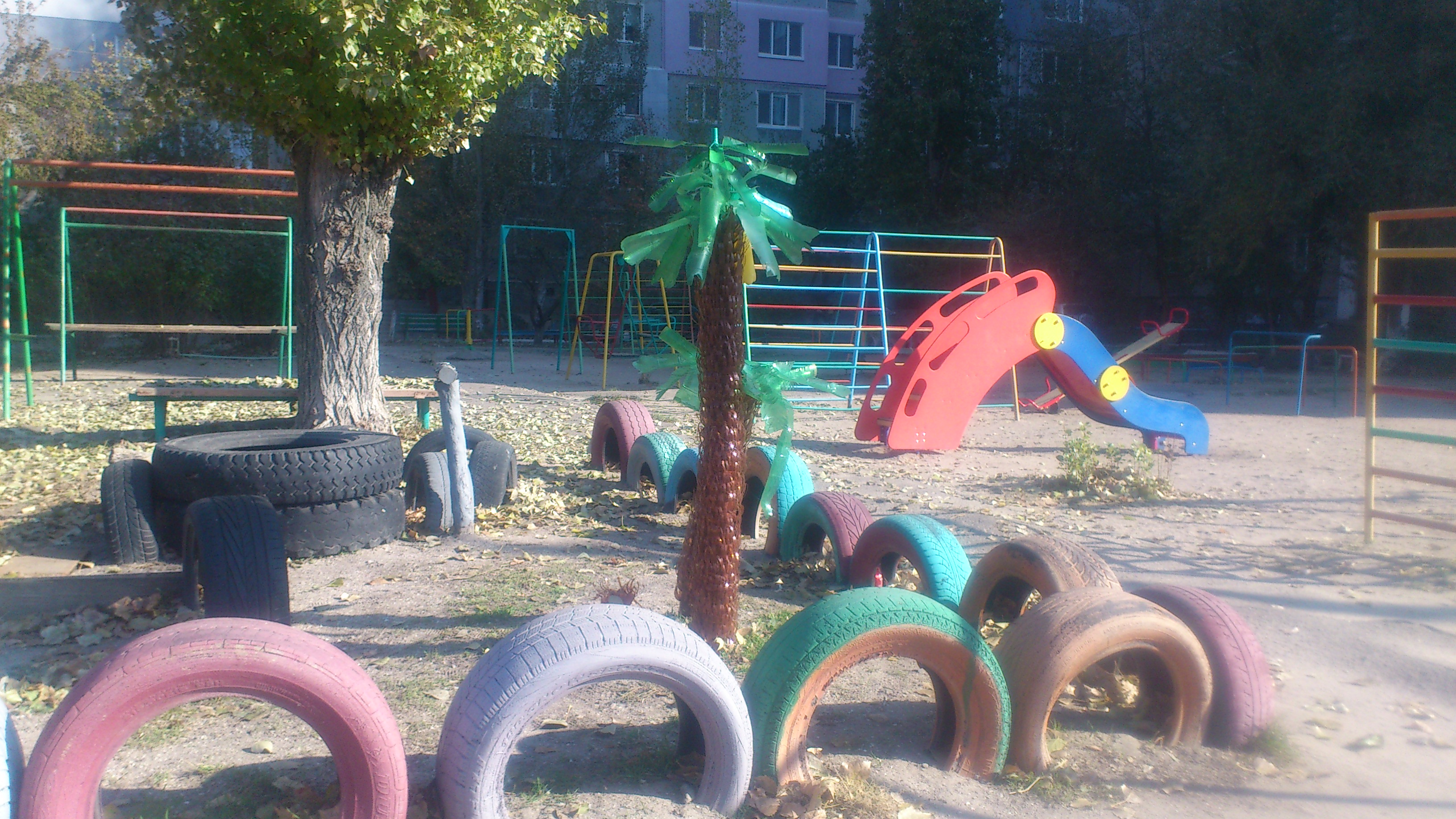
Дитячий майданчик з покришками у Миколаєві